# Yentl Van Genechten
Yentl Van Genechten (nacido el 18 de agosto de 2000 en Heist-op-den-Berg, Bélgica) es un futbolista belga que juega en la posición de lateral derecho.

## Clubes
| Club                    | País    | Año       |
| ----------------------- | ------- | --------- |
| KVC Westerlo            | Bélgica | 2018-2020 |
| KVV Thes Sport (cedido) | Bélgica | 2019-2020 |
| Lierse Kempenzonen      | Bélgica | 2020-2021 |
| K. R. C. Genk           | Bélgica | 2021-2022 |
| K. A. S. Eupen          | Bélgica | 2022-     |